# Ed Wood (pel·lícula)
Ed Wood és una pel·lícula estatunidenca de 1994, el setè llargmetratge dirigit per Tim Burton, i que narra la vida de Edward D. Wood Jr., considerat per molts com un dels pitjors directors de cinema de tots els temps.
La idea li va arribar de mans dels guionistres de la pel·lícula Problem Child. Aquests van enllestir un guió de cent quaranta-set pàgines en sis setmanes. Burton, va accedir a rodar la pel·lícula sense fer cap canvi en el guió. Un dels principals motius d'aquest fet va ser l'enorme identificació que el director sentirà envers el protagonista. Aquest motiu era essencial per Tim Burton a l'hora d'acceptar projectes.
Ha estat doblada al català.

## Argument
Ed Wood és un jove director de cinema, sense cap formació acadèmica, amb aficions excèntriques (com vestir-se de dona) que té molt poques oportunitats de fer les pel·lícules que li agradarien. No obstant això, el jove director lluita diàriament per poder fer realitat les seves idees cinematogràfiques. Per poder-ho fer, reuneix un estrambòtic grup d'actors i actrius per a realitzar pel·lícules de baix pressupost i amb un resultat que queda lluny de les expectatives del jove Ed Wood.

## Repartiment
- Johnny Depp: Ed Wood
- Martin Landau: Béla Lugosi
- Sarah Jessica Parker: Dolores Fuller
- Patricia Arquette: Kathy O'Hara
- Lisa Marie: Vampira
- Jeffrey Jones: The Amazing Criswell
- Max Casella: Paul Marco
- Brent Hinkley: Conrad Brooks
- Bill Murray: Bunny Breckinridge
- George Steele: Tor Johnson
- Juliet Landau: Loretta King
- Ned Bellamy: Tom Mason
- Mike Starr: George Weiss
- Vincent D'Onofrio: Orson Welles

## Història
Inicialment, Ed Wood era un projecte per a Columbia Pictures però, després de la decisió de Burton de rodar la pel·lícula en blanc i negre, la productora es va negar a la petició del director. Finalment, i després d'una batalla entre productores per a aconseguir realitzar la pel·lícula, Tim Burton va acceptar una oferta de Disney i la pel·lícula es va començar a rodar a l'agost de 1993.

## Lectures de la pel·lícula
La història d'Ed Wood es podria interpretar com la metàfora que representaria la cara més fosca del món del cinema, una imatge amarga de Hollywood que no estem acostumats a veure. Els personatges que protagonitzen el llargmetratge serien aquelles persones que estan condemnades al fracàs i que deambulen per aquest món d'estrelles i èxit sense pena ni glòria. També es podria fer una lectura diferent si tenim en compte la figura del protagonista. Ed Wood era un amant del setè art i sempre es mostrava optimista tot i els fracassos continuats de les seves pel·lícules. Per tant, es podria dir que Ed Wood és una declaració d'amor cap al món cinematogràfic.

## Premis i nominacions

### Premis
- 1995: Oscar al millor actor secundari per Martin Landau
- 1995: Oscar al millor maquillatge per Rick Baker, Ve Neill i Yolanda Toussieng
- 1995: Globus d'Or al millor actor secundari per Martin Landau

### Nominacions
- 1995: Palma d'Or
- 1995: Globus d'Or a la millor pel·lícula musical o còmica
- 1995: Globus d'Or al millor actor musical o còmic per Johnny Depp
- 1996: BAFTA al millor actor secundari per Martin Landau
- 1996: BAFTA al millor maquillatge i perruqueria per Rick Baker, Ve Neill i Yolanda Toussieng
- 1996: Grammy a la millor composició instrumental escrita per pel·lícula o televisió per Howard Shore